# Equació diferencial homogènia
Una equació diferencial pot ser homogènia en qualsevol de dos aspectes següents.
Es diu que una equació diferencial de primer ordre és homogènia si es pot escriure
{\displaystyle f(x,y)\,dy=g(x,y)\,dx,}
on f i g són funcions homogènies del mateix grau de x i y. En aquest cas, el canvi de variable y = ux condueix a una equació de la forma
{\displaystyle {\frac {dx}{x}}=h(u)\,du,}
que és fàcil de resoldre mitjançant la integració dels dos membres.
En cas contrari, una equació diferencial és homogènia si és una funció homogènia de la funció desconeguda i les seves derivades. En el cas de les equacions diferencials lineals, això vol dir que no hi ha termes constants. Les solucions de qualsevol equació diferencial ordinària lineal de qualsevol ordre es poden deduir per integració de la solució de l'equació homogènia obtinguda eliminant el terme constant.

## Història
El terme homogeni va ser aplicat per primera vegada a les equacions diferencials per Johann Bernoulli a la secció 9 del seu article de 1726 De integraionibus aequationum differentialium (Sobre la integració de les equacions diferencials).

## Equacions diferencials de primer ordre homogènies
Una equació diferencial ordinària de primer ordre en la forma:
{\displaystyle M(x,y)\,dx+N(x,y)\,dy=0}
és un tipus homogeni si ambdues funcions M(x, y) i N(x, y) són funcions homogènies del mateix grau n. És a dir, multiplicant cada variable per un paràmetre λ, trobem
{\displaystyle M(\lambda x,\lambda y)=\lambda ^{n}M(x,y)\quad {\text{i}}\quad N(\lambda x,\lambda y)=\lambda ^{n}N(x,y)\,.}
Així,
{\displaystyle {\frac {M(\lambda x,\lambda y)}{N(\lambda x,\lambda y)}}={\frac {M(x,y)}{N(x,y)}}\,.}